# Tony Rundle
Anthony „Tony“ Maxwell Rundle AO (* 5. März 1939 in Scottsdale, Tasmanien, Australien; † 4. April 2025) war ein australischer Politiker der Liberal Party of Australia und Premierminister von Tasmanien.
Unter seiner Regierung erfolgten eine Reform der Waffengesetze, die Basslink-Initiative, die Unterzeichnung eines Regionalen Waldabkommens, die Entkriminalisierung homosexueller Aktivitäten, die Entschuldigung bei den Gestohlenen Generationen und das Massaker von Port Arthur.

## Leben
Tony Rundle begann seine politische Laufbahn als Kandidat der Liberal Party 1986 mit seiner Wahl zum Mitglied in das Versammlungshaus (House of Assembly) von Tasmanien für den Wahlkreis Braddon, in dem er 1989, 1992, 1996 sowie 1998 wiedergewählt wurde.
Unmittelbar nach seinem Einzug in das Parlament wurde 1986 Whip der Fraktion der Regierung, ehe er zwischen 1988 und 1989 Sprecher des Versammlungshauses und damit Parlamentspräsident war. Nach der Wahlniederlage der Liberal Party 1989 wurde er in das Schattenkabinett seiner Partei berufen und war bis 1992 Schattenminister für Tourismus und Transport.
Nachdem die Liberalen 1992 die Wahlen zum Versammlungshaus wieder gewannen, wurde er von Premierminister Ray Groom im Februar 1992 in dessen Kabinett berufen und war zunächst bis 1993 Minister für Forsten, Bergwerke und Assistierender Minister beim Premierminister für Wirtschaftsentwicklung. Im Rahmen einer Kabinettsumbildung hatte er von 1993 bis 1998  wichtige Amt des Schatzministers (Treasurer) inne und war außerdem auch von 1993 bis 1996 Finanzminister. Daneben war er von 1993 bis 1994 Minister für das Management im öffentlichen Sektor sowie zugleich zwischen 1993 und 1995 Minister für Beschäftigung und Minister für Rennwettbewerbe und Glücksspiel. Des Weiteren war er von 1995 bis 1996 Energieminister.
Am 18. März 1996 wurde er als Nachfolger von Ray Groom schließlich selbst Premierminister Tasmaniens und übernahm neben dem Amt des Schatzministers auch die Position als Minister für staatliche Entwicklung. Nach der Wahlniederlage seiner Liberalen Partei musste er das Amt des Premierministers am 14. September 1998 an Jim Bacon von der Australian Labor Party abtreten. Er selbst blieb noch bis 1999 Führer der Opposition.
Kurz vor den Wahlen zum House of Assembly im Juli 2002 legte er sein Parlamentsmandat nieder und zog sich aus der Politik zurück.